# Weißenbach an der Enns
Weißenbach an der Enns är en ort i kommunen Sankt Gallen i distriktet Liezen i förbundslandet Steiermark i Österrike. Weißenbach an der Enns var tidigare en självständig kommun, men blev den 1 januari 2015 en del av kommunen Sankt Gallen.
Kommunen bestod av sex orter (Ortschaften) (inom parentes invånarantal 1 januari 2024):
- Bichl (5)
- Breitau (4)
- Oberlaussa (6)
- Unterlaussa (31)
- Weißenbach an der Enns (297)
- Wolfsbachau (20)